# 2-癸酮
2-癸酮是一种酮类有机物，化学式为C10H20O。它可由2-癸醇的氧化反应制得。在氯化二茂钛催化下，它和烯丙基溴发生巴比耶类反应，可以得到4-甲基-1-十二烯-4-醇。